# Sirma
Sirma (nordsamiska: Sirbmá) är en by i Tana kommun i Finnmark fylke i norra Norge. Byn ligger vid Europaväg 6 och Europaväg 75, på norra sidan av Tana älv, som här utgör gräns mot Finland. Här finns Sirma kyrka.